# Муниципальное образование Мазское
Муниципальное образование Мазское — упразднённое сельское поселение в составе Кадуйского района Вологодской области.
Центр — деревня Маза.

## История
В 1999 году был утверждён список населённых пунктов Вологодской области. Согласно этому списку в состав Мазского сельсовета входили 17 населённых пунктов.
9 августа 2001 года постановлением губернатора области в Мазском сельсовете была зарегистрирована новая деревня Середник. 
1 января 2006 года в соответствии с Федеральным законом № 131 «Об общих принципах организации местного самоуправления в Российской Федерации» образовано муниципальное образование Мазское, в состав которого вошёл Мазский сельсовет.
Законом Вологодской области от 30 марта 2015 года № 3603-ОЗ муниципальные образования Барановское, Мазское и Рукавицкое преобразованы путём объединения в сельское поселение Семизерье с административным центром в деревне Малая Рукавицкая.

## География
Располагалось на западе района. Граничило:
- на севере с Барановским сельским поселением,
- на востоке с Никольским сельским поселением,
- на юге с Рукавицким сельским поселением,
- на западе с Сиучским сельским поселением Бабаевского района.

Крупнейшие реки — Суда, протекающая с северо-запада на юго-восток, и Колпь, которая течёт по южной части территории с запада на восток и впадает в Суду недалеко от деревни Усть-Колпь. На территории сельского поселения в Колпь впадают притоки Смердиль, Куток, Маза.

## Населённые пункты
В состав сельского поселения входили 18 населённых пунктов, в том числе
15 деревень,
2 посёлка,
1 разъезд.
| Населённый пункт     | ОКАТО          | Рег. номер | Расстояние до районного центра, км | Расстояние до центра поселения, км | Координаты                      |
| -------------------- | -------------- | ---------- | ---------------------------------- | ---------------------------------- | ------------------------------- |
| деревня Бор          | 19 226 820 002 | 3747       | 46                                 | 3                                  | 59°18′18″ с. ш. 36°41′28″ в. д. |
| деревня Верхний Двор | 19 226 820 003 | 3748       | 55                                 | 12                                 | 59°16′18″ с. ш. 36°34′23″ в. д. |
| деревня Заэрап       | 19 226 820 004 | 3750       | 51                                 | 8                                  | 59°17′59″ с. ш. 36°36′47″ в. д. |
| посёлок Заяцкое      | 19 226 820 005 | 3749       | 53                                 | 10                                 | 59°24′35″ с. ш. 36°42′42″ в. д. |
| деревня Капчино      | 19 226 820 006 | 3751       | 52                                 | 9                                  | 59°16′08″ с. ш. 36°39′43″ в. д. |
| деревня Кузьминка    | 19 226 820 007 | 3752       | 51                                 | 8                                  | 59°23′32″ с. ш. 36°41′36″ в. д. |
| деревня Куракино     | 19 226 820 008 | 3753       | 50                                 | 7                                  | 59°21′29″ с. ш. 36°47′46″ в. д. |
| деревня Маза         | 19 226 820 001 | 3746       | 43                                 | —                                  | 59°19′37″ с. ш. 36°43′08″ в. д. |
| деревня Мошницкое    | 19 226 820 009 | 3754       | 44                                 | 1                                  | 59°19′58″ с. ш. 36°44′22″ в. д. |
| деревня Нижние       | 19 226 820 010 | 3756       | 48                                 | 5                                  | 59°17′49″ с. ш. 36°46′44″ в. д. |
| посёлок Нижние       | 19 226 820 017 | 3755       | 51                                 | 8                                  |                                 |
| деревня Пименово     | 19 226 820 011 | 3757       | 46                                 | 3                                  | 59°20′28″ с. ш. 36°46′11″ в. д. |
| деревня Середник     | 19 226 820 018 | 8294       |                                    |                                    |                                 |
| деревня Уйта         | 19 226 820 012 | 3758       | 51                                 | 8                                  | 59°16′31″ с. ш. 36°42′00″ в. д. |
| деревня Усть-Колпь   | 19 226 820 013 | 3759       | 53                                 | 10                                 | 59°20′06″ с. ш. 36°49′31″ в. д. |
| деревня Черепаново   | 19 226 820 014 | 3760       | 44                                 | 1                                  |                                 |
| разъезд Ширьево      | 19 226 820 015 | 3761       | 58                                 | 15                                 | 59°15′16″ с. ш. 36°34′16″ в. д. |
| деревня Шоборово     | 19 226 820 016 | 3762       | 54                                 | 11                                 | 59°16′37″ с. ш. 36°35′59″ в. д. |